# Împăratul Jiaqing
Împăratul erei Jiaqing (Împăratul Chia-ch'ing  ), (n. 13 noiembrie 1760, Old Summer Palace⁠(d), Beijing, Dinastia Ming – d. 2 septembrie 1820, Chengde Mountain Resort and its outlying temples⁠(d), Hebei, Republica Populară Chineză) a fost al șaptelea împărat care a condus dinastia manciuriană Qing, și al cincilea împărat Qing care a domnit peste China propriu-zisă, între 1796-1820.
El a fost fiul Împăratului Qianlong. În timpul domniei sale, l-a judecat pe Heshen (和珅) (favoritul corupt al Împăratului Qianlong) și a încercat să restaureze statul și sǎ opreascǎ traficul de opium din China.

## Familie
Consoarte si copii:
- Imparateasa Xiaoshurui, din clanul Hitara (2 Octombrie 1760 - 5 Martie 1797)
  - A doua fiica (2 Iunie 1780 – 6 Septembrie 1783)
  - Minning, Imparatul Daoguang (16 Septembrie 1782 – 26 Februarie 1850), al 2-lea fiu
  - Printesa Zhuangjin de Rang Intai (20 Octombrie 1784 – 27 Iunie 1811), a 4-a fiica
  - Avort Spontan la 3 luni (18 August 1785)
- Imparateasa Xiaoherui, din clanul Niohuru (20 Noiembrie 1776 - 23 Ianuarie 1850)
  - A saptea fiica (2 August 1793 – 16 Iulie 1795)
  - Miankai, Printul Dunke de Rang Intai ( 6 August 1795 – 18 Ianuarie 1838), al 3-lea fiu
  - Mianxin, Printui Ruihuai de Rang Intai  (9 Martie 1805 – 27 September 1828), al 4-lea fiu
- Nobila Consoarta Imperiala Heyu, din clanul Liugiya  (9 Ianuarie 1761 – 27 April 1834)
  - Printul Mu de Rang Secund (4 Februarie 1780 – 10 Iunie 1780), 1-ul fiu
  - Printesa Zhuangjing de Rang Secund (30 Ianuarie 1782 – 4 Aprilie 1811),a 4-a fiica
- Nobila Consoarta Imperiala Gongshun, din clanul Niohuru (28 Mai 1787 - 13 Aprilie 1860)
  - A opta fiica  (8 Martie 1805 – 14 Ianuarie 1806)
  - Printesa Huimin de Rang Intai  (8 Martie 1805 – 14 Ianuarie 1806), a 9-a fiica
  - Mianyu, Printul Huiduan de Rang Intai (18 Februarie 1811 – 28  Iunie 1865), a 5-lea fiu
- Consoarta Shu, din clanul Wanyan
- Consoarta Hua, din clanul Hougiya (d. 3 August 1804)
  - A sasea fiica ( 2 August 1789 - Iunie/Iulie 1790)
- Concubina Imperiala Jian, din clanul Guwalgiya 
  - Prima Fiica (14 Mai 1780 - 24 Noiembrie 1783)
- Concubina Imperiala Xun, din clanul Jian 
  - Printesa Hui'an de Rang Secund (31 Decembrie 1786 – Iunie/Iulie1795), a 5-a fiica

1. ↑  China Biographical Database
2. ↑  chineză: 嘉慶帝; pinyin: Jiāqìng Dì; Wade–Giles: Chia1-ch'ing4 Ti4; 

mongolă: Sayishiyaltu Yirugertu Khaan
3. ↑  pr.: giacin